# Joachim von Brenner-Felsach

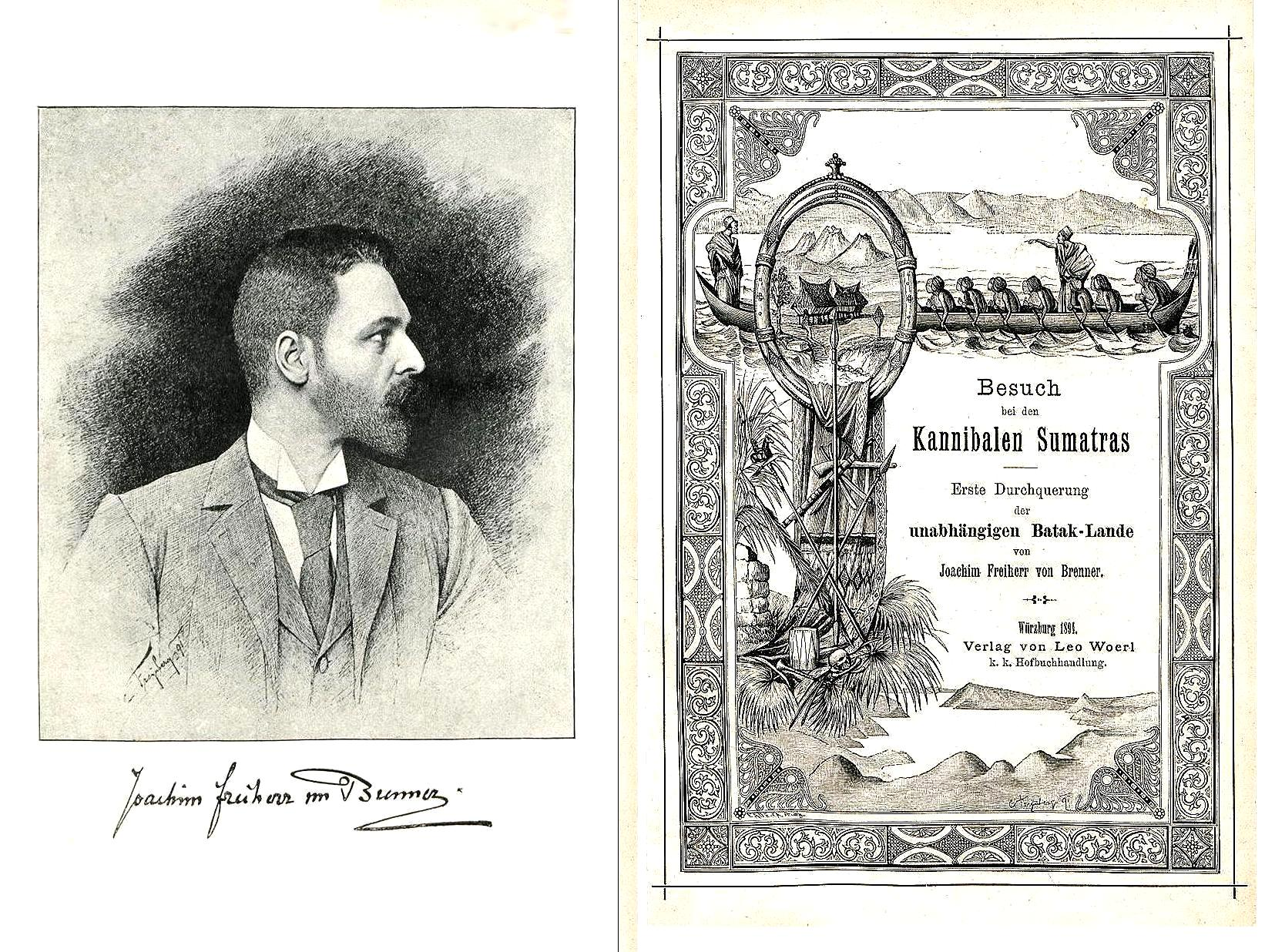
Joachim Freiherr von Brenner-Felsach.
Titelbild und Titel seines Werkes
Besuch bei den Kannibalen Sumatras.

Joachim Freiherr von Brenner-Felsach, korrekt Joachim Maria Heinrich Freiherr Brenner von Felsach (* 7. Februar 1859 in Athen; † 13. Juni 1927 in Bad Vöslau in Niederösterreich) war ein österreichischer Weltreisender und Fotograf aus der Familie Brenner von Felsach.

## Leben
Er war der Sohn des österreichischen Diplomaten Adolph Freiherr Brenner von Felsach (1814–1883) und Louise Freifrau Brenner von Felsach geb. Louise Gräfin von Seilern und Aspang († 12. Juli 1911 in Gainfarn). Als sein Vater drei Jahre später Botschafter in Dänemark wurde, übersiedelte er mit den Eltern dorthin. Weitere Übersiedlungen in andere Länder folgten. So wurde er bereits als Kind zum Weltreisenden. Viele Jahre verbrachte er auch auf den niederösterreichischen Besitzungen der Familie.
Nach seinem Militärdienst unternahm Brenner-Felsach einige Reisen, die ihn durch Europa führten. Danach absolvierte er ein Jurastudium. Als sein Vater starb, konnte er, durch sein Erbe finanziell abgesichert, neuerlich zu reisen beginnen. 1883 brach er in den Orient auf. Schon sein Großvater Ignatz Ritter von Brenner-Felsach (1772–1849) war Orientalist und zehn Jahre in Konstantinopel an der österreichischen Botschaft akkreditiert.
Im Jahr 1885 lernte Brenner-Felsach die Gräfin Marie von Gallenberg (1860–1945) kennen. Trotzdem brach er noch im gleichen Jahr zu einer dreijährigen Weltreise auf. Bei dieser Reise, die ihn auch nach Asien führte, durchquerte er als erster Europäer den vom Volksstamm der Batak bewohnten Norden Sumatras.
Nach seiner Rückkehr heiratete er die Gräfin und sie ließen sich im Schloss Gainfarn bei Bad Vöslau nieder. Das Ehepaar hatte eine Tochter und zwei Söhne. Das Schloss mussten sie 1912 verkaufen, wonach sie nach Wien übersiedelten, wo sie in bescheideneren Verhältnissen lebten. Gegen Ende des Ersten Weltkrieges war sein Vermögen bereits sehr zusammengeschmolzen. 1927 starb Brenner-Felsach auf Schloss Merkenstein.

## Bedeutung

Foto von J. v. Brenner-Felsach aus dem Museum für Völkerkunde in Wien

Brenner-Felsachs fotografisches Wirken auf dem Gebiet der Ethnologie ist in seinem Fotonachlass dokumentiert, den seine Tochter Hilda verh. Gräfin Attems (1890–1981) dem Museum für Völkerkunde in Wien im Jahr 1941 übergab. Die bis heute erhaltene Sammlung besteht aus 919 Fotos im Format von 16 × 22 cm, die Brenner-Felsach mit ausführlichen Bemerkungen versehen hat. Allein von der Insel Nias stammen 103 Fotos, die als Gipsplattennegative, Albuminabzüge oder Platinotypien in das Museum kamen. Zudem existieren auch die zugehörigen Reisetagebücher sowie ein ebenfalls zum Nachlass gehöriger Entwurf über ein geplantes Buch über Nias. Die Ausführung dieses Buches vermochte Brenner-Felsach jedoch nicht mehr zu verwirklichen.

## Werke
- Besuch bei den Kannibalen Sumatras. Erste Durchquerung der unabhängigen Batak-Lande. Woerl, Würzburg 1894. (Digitalisat SBPK Berlin)